# Cultura della sicurezza

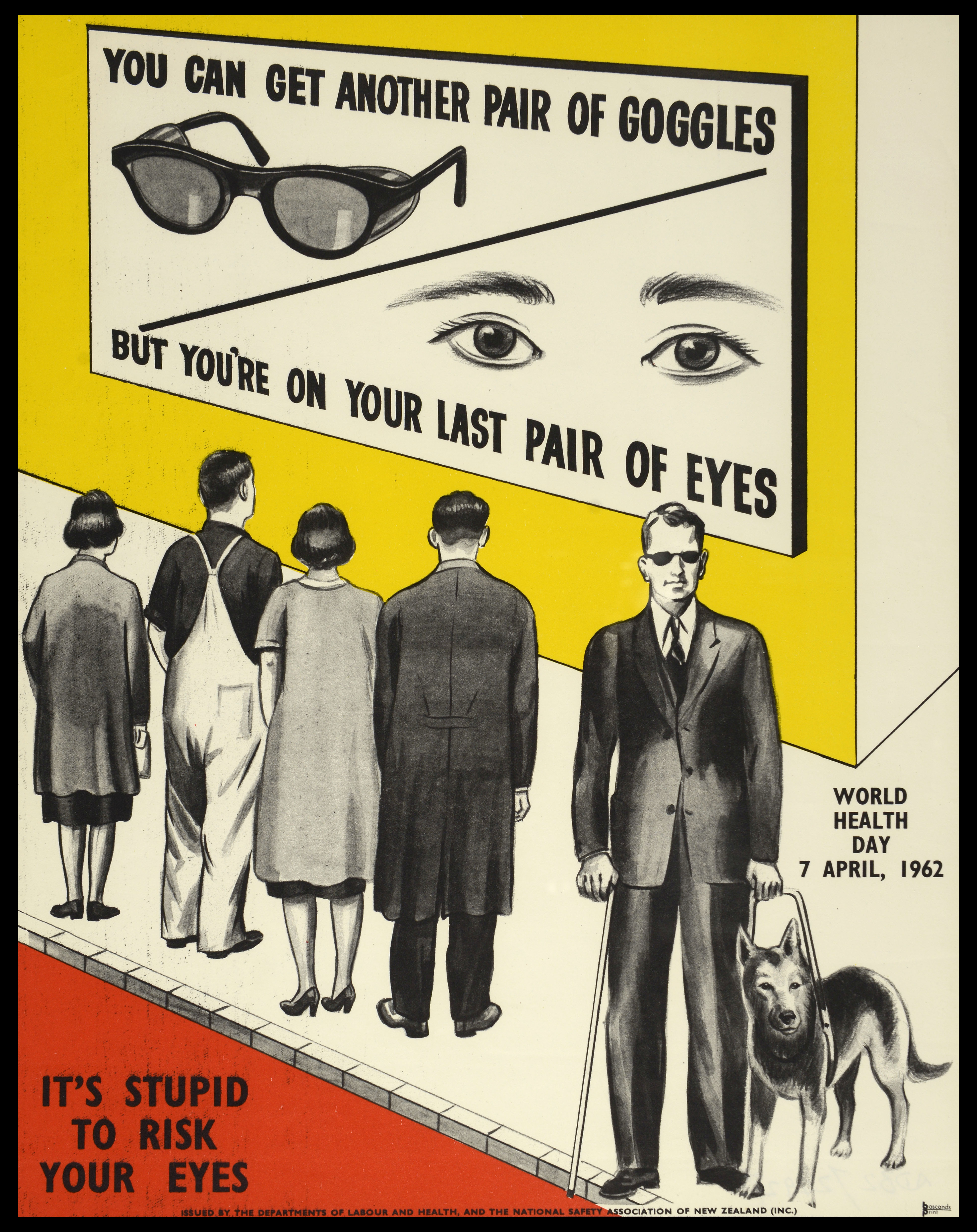
Poster per promuovere l'utilizzo di occhiali protettivi, creato in occasione della Giornata mondiale della salute del 1962.

Per cultura della sicurezza si intende l'insieme di credenze, percezioni e valori che i lavoratori condividono in relazione ai rischi all'interno di un'organizzazione, ad esempio un luogo di lavoro o una comunità. La cultura della sicurezza fa parte della cultura organizzativa ed è stata descritta in vari modi; in particolare la National Academies of Science e la Association of Land Grant and Public Universities hanno affrontato questo argomento nel 2014 e nel 2016.
Una buona cultura della sicurezza può essere promossa dall'impegno dell'alta direzione in materia di sicurezza, pratiche realistiche per la gestione dei pericoli, apprendimento organizzativo continuo, cura e preoccupazione per i rischi condivisi tra la forza lavoro.
L'HSE (Health and Safety Executive) del Regno Unito osserva che la cultura della sicurezza non è "solo" (né tanto meno "principalmente") una questione di atteggiamenti e comportamenti dei lavoratori in officina: "Molte aziende parlano di 'cultura della sicurezza' quando si riferiscono all'inclinazione dei loro dipendenti a rispettare le regole o agire in sicurezza o in modo non sicuro. Tuttavia, scopriamo che la cultura e lo stile di gestione sono ancora più significativi, ad esempio una propensione naturale e inconscia alla produzione rispetto alla sicurezza o una tendenza a concentrarsi sul breve termine e ad essere altamente reattivi".

## Storia del concetto
Il disastro di Chernobyl ha messo in luce l'importanza della cultura della sicurezza e l'effetto di fattori gestionali e umani sulle prestazioni di un sistema di gestione della sicurezza. Il termine "cultura della sicurezza" è stato usato per la prima volta dall'INSAG nel documento Summary Report on the Post-Accident Review Meeting on the Chernobyl Accident (1986) in cui la cultura della sicurezza è stata descritta come:
"Quell'insieme di caratteristiche e attitudini in organizzazioni e individui che stabilisce che, come priorità assoluta, le questioni di sicurezza delle centrali nucleari ricevano l'attenzione giustificata dalla loro significatività."
Da allora sono state pubblicate alcune definizioni di cultura della sicurezza. La Commissione per la salute e la sicurezza del Regno Unito (HSC) ha definito la cultura della sicurezza come "Il prodotto di valori, attitudini, percezioni, competenze e modelli di comportamento individuali e di gruppo che determinano l'impegno, lo stile e la competenza sulla/della gestione della salute e della sicurezza di un'organizzazione ".
Dagli anni '80 sono state condotte numerose ricerche sulla cultura della sicurezza. Tuttavia, il concetto rimane in gran parte "mal definito". Alcune caratteristiche associate alla cultura della sicurezza includono l'incorporazione di credenze, valori e atteggiamenti. Una caratteristica fondamentale della cultura della sicurezza è che è condivisa da un gruppo.

## Cultura della sicurezza e sistema di gestione della sicurezza
La cultura della sicurezza di un'organizzazione e il suo sistema di gestione della sicurezza sono strettamente correlati, ma, a differenza del sistema di gestione della sicurezza, la cultura della sicurezza di un'organizzazione non può essere creata o modificata in breve tempo; si sviluppa infatti nel tempo secondo un percorso non ben stabilito associato a molti fattori, tra cui storia aziendale, ambiente di lavoro, forza lavoro, pratiche di salute e sicurezza, leadership nella gestione e modo in cui la sicurezza viene affrontata nei suoi luoghi di lavoro. Il sistema di gestione della sicurezza di un'organizzazione non va visto quindi come un insieme di documenti su policy aziendali e procedure gestionali "risposte su uno scaffale", ma il modo in cui tali policy e procedure vengono implementate nel luogo di lavoro, che sarà influenzato dalla cultura della sicurezza dell'organizzazione o del luogo di lavoro.